# Trần Thị Thùy Trang
Trần Thị Thùy Trang (* 8. August 1988 in Đại Lộc, Quảng Nam) ist eine vietnamesische Fußballspielerin.

## Karriere

### Vereine
Auf Klubebene ist sie seit 2008 beim Hồ Chí Minh City I WFC.

### Nationalmannschaft
Erste Einsätze für die vietnamesische A-Nationalmannschaft sammelte sie ab dem Jahr 2014. In diesem Jahr war sie dann auch Teil des Kaders bei der Asienmeisterschaft 2014. Im Folgejahr war sie dann auch Teil der Mannschaft bei der Südostasienmeisterschaft 2015. Anschließend folgte die Qualifikation für das Olympiaturnier 2016 und die Asienmeisterschaft 2018.
Im Jahr 2021 nahm sie zudem noch an den Südostasienspielen 2021 teil und im nächsten Jahr an der Südostasienmeisterschaft 2022 und der Asienmeisterschaft 2022.
Am 2. Juli 2023 wurde sie für den finalen Kader bei der Weltmeisterschaft 2023 nominiert.